# Anaea jansoni
Anaea jansoni är en fjärilsart som beskrevs av Osbert Salvin 1871. Anaea jansoni ingår i släktet Anaea och familjen praktfjärilar. Inga underarter finns listade i Catalogue of Life.